# College Animals
College Animals (Originaltitel: National Lampoon Presents Dorm Daze) ist eine US-amerikanische Filmkomödie aus dem Jahr 2003 von den Brüdern David und Scott Hillenbrand.

## Handlung
Kurz vor Weihnachten will Styles seinem Bruder Booker dabei helfen, seine Jungfräulichkeit zu verlieren, und engagiert dafür die Prostituierte Dominique. Booker will seine Jungfräulichkeit aber für die Studentin Rachel aufheben. In derselben Zeit wartet Wang auf die französische Austauschstudentin Dominique, die kein Wort englisch spricht. Die anderen Studentinnen Marla und Lynne erfahren Styles Vorhaben und wollen die Prostituierte aus dem Studentenwohnheim rauswerfen. Es kommt immer wieder zur Verwechslung. Zur gleichen Zeit wird die Tasche von Claire gesucht und eine ähnliche gefunden, die zuvor von Lorenzo an Gerri übergeben wurde. In dieser Tasche sind mehrere tausend Dollar und der Großteil der Studenten und die Prostituierte wollen an diese Tasche gelangen.

## Produktion

### Drehorte
Die Aufnahmen zum Film entstanden in Kalifornien in den Städten Castaic, Los Angeles und San Diego. Im Balboa Park entstanden u. a. die Außenaufnahmen des Universitätsgeländes.

### Veröffentlichung
College Animals erschien eingeschränkt in den US-amerikanischen Kinos am 26. September 2003. In Russland startete der Film am 20. August 2004, im Dezember 2005 erschien die Komödie in den französischen Kinos.

#### Home Entertainment
Am 9. November 2004 erschien in den Niederlanden der Film direkt auf DVD. Des Weiteren landete der Film im Jahr 2005 in Australien, Finnland und Italien in den Kaufhäusern. 2006 erschien der Film in Deutschland, 2007 in Polen und 2008 in Ungarn und Japan.

### Einspielergebnis
Am Startwochenende spielte College Animals an den US-amerikanischen Kassen 35.018 US-Dollar ein. Weltweit spielte der Film 436.365 US-Dollar ein.

## Fortsetzungen
Im Jahr 2006 wurde eine Fortsetzung unter dem Titel College Animals 2 (Originaltitel: National Lampoon’s Dorm Daze 2) veröffentlicht. Es folgte im Jahr 2008 eine weitere Fortsetzung unter dem Namen College Animals 3 (Originaltitel: Fraternity House), die am 9. April 2010 ebenfalls als Direct-to-DVD in Deutschland erschien. Dabei führte diesmal Antonijs Prizevoits Regie, wofür Joel Paul Reisig und Scott Voshel das Drehbuch verfassten. Im Jahr 2009 erschien College Animals 4 (Originaltitel: Frat Party) in den Vereinigten Staaten und erschien Juli 2013 in Deutschland auf DVD.

## Kritik
„Die glorreichen Tage des amerikanischen Satiremagazins ‚National Lampoon‘ liegen am Anfang der siebziger Jahre und damit weit zurück. … Und da macht auch der x-te American Pie-Klon ‚College Animals‘ mit seinem peinlichen Humor keine rühmliche Ausnahme mehr. Im Gegenteil zu Filmen wie Donnie Darko hat der Streifen es aus guten Gründen nicht in die deutschen Kinos geschafft, sondern ist direkt auf DVD erschienen. (Bezeichnend ist dabei wieder einmal die Tatsache, dass der Originaltitel ‚Dorm Daze‘, der sinngemäß soviel bedeutet wie ‚Verrücktes Wohnheim‘, vom deutschen Verleih in einen anderen, englischen Titel ‚übersetzt‘ wurde).“

‘Dorm Daze’ is pretty much the definition of harmless fun; it’s not terribly funny, though it essentially remains entertaining throughout.

„‚Dorm Daze‘ ist die Bezeichnung von harmlosem Vergnügen, aber es bleibt im Wesentlichen unterhaltsam.“

„Vermutlich spaßig gemeinte Turbulenzen in einem Studentenwohnheim, wo eine französische Austauschstudentin mit einem Callgirl verwechselt wird und einer von Liebeskummer übermannten Studentin das Geld einer Auftragskillerin in den Schoß fällt. Fragwürdige Unterhaltung in Form einer flippig-freizügigen Teenie-Komödie, der im Nachhinein (im Original) das einstige Qualitätssiegel National Lampoon aufgeklebt wurde.“

## Synchronisation
| Darsteller         | Synchronstimme        | Rolle                     |
| ------------------ | --------------------- | ------------------------- |
| Cameron Richardson | Julia Fölster         | Adrienne                  |
| Tatyana Ali        | Celine Fontanges      | Claire                    |
| Boti Bliss         | Kristina von Weltzien | Dominique (Prostituierte) |
| Marieh Delfino     | Simona Pahl           | Gerri Farber              |
| Courtney Gains     | Jan-David Rönfeldt    | Lorenzo                   |
| Jennifer Lyons     | Toula Savvidou        | Lynne                     |
| Danielle Fishel    | Katharina von Keller  | Marla                     |
| Gable Carr         | Jennifer Böttcher     | Rachel                    |